# Barbara Szcześniak
Barbara Szcześniak (ur. 27 listopada 1951) – polska aktorka teatralna.

## Życiorys
Aktorka (od 1975) Teatru Powszechnego w Łodzi. Zagrała około sześćdziesięciu ról teatralnych. Za pracę artystyczną otrzymywała nagrody.
Synowa aktora Romana Kłosowskiego.

## Wybrane role teatralne
- Mecz J. Głowackiego, reż. J. Kondratiuk – Maja
- Ryszard III W. Szekspira, reż. J. Hoffman – Lady Anna
- Kopciuch J. Głowackiego, reż. R. Kłosowski – Książę
- Zbrodnia i kara F. Dostojewskiego, reż. M. Szonert – Anastazja
- Cud mniemany, czyli Krakowiacy i Górale W. Bogusławskiego, reż. M. Szonert – Maryna
- Iwona, księżniczka Burgunda W. Gombrowicza, reż. M. Bordowicz – Iwona
- Sen nocy letniej W. Szekspira, reż. D. Bargiełowski – Hermia
- Antygona Sofoklesa, reż. M. Korwin – Antygona
- Moralność pani Dulskiej G. Zapolskiej, reż. A. Glińska – Pani Dulska
- Damy i huzary A. Fredry, reż. A. Glińska – Pani Dyndalska
- Piękna Lucynda M. Hemara, reż. E. Korin – Tepsychora
- Wesela w domu B. Hrabala, reż. K. Raduszyńska
- Wieczór kawalerski R. Hawdona, reż. M. Sławiński – Daphne

## Filmografia
- Klan – Malina Marczak
- Moje pieczone kurczaki (2002), reż. I. Siekierzyńska – Urzędniczka w urzędzie zatrudnienia
- Sprawa na dziś, reż. M. Haremski – Matka Andrzeja
- Paradoks – pani Celina, opiekunka Piotrka Majewskiego (odc. 1, 6 i 10)
- Komisarz Alex – Jadwiga (odc. 28)